# Rock Ur Body
Rock Ur Body é uma canção gravada pela boy band sul-coreana VIXX. Foi lançada fisicamente e como single digital em 14 de agosto de 2012 pela Jellyfish Entertainment. A música serviu como segundo single do grupo. "Rock Ur Body" foi composta por Shinsadong Tiger e co-produzido por Choi Kyu-sung.

## Antecedentes e lançamento
Em 5 de agosto, VIXX divulgou um vídeo teaser de "Rock Ur Body".
O vídeo musical de "Rock Ur Body" foi lançado em 14 de agosto, no mesmo dia que o lançamento do álbum no canal oficial do grupo no YouTube.

## Composição e tema
"Rock Ur Body" foi criada pelo hitmaker Shinsadong Tiger (e co-produzida por Choi Kyu Sung), que usou sons de jogos retro para criar uma faixa impressionante. Além disso, a canção tem letras frescas e uma melodia viciante, a criação de um sigle de verão atraente. A personalidade e o charme de VIXX pode ser sentida através desta canção.

## Promoções
O grupo começou a promover no dia 16 de agosto e eles tiveram a sua volta aos palcos no M! Countdown. Eles seguiram com as promoções em vários programas de música, incluindo Music Bank, Show! Music Core, Inkigayo e Show Champion.
Eles acabaram as promoção para o single em 30 de setembro  no Inkigayo.

## Vídeo musical

### Antecedentes
Em uma cena que lembra o filme Tron, Dasom do Sistar é vista entrando em uma antiga sala e se depara com uma máquina de jogos com um vídeo do VIXX e ‘Rock Ur Body’. Depois de inserir uma moeda, a tela ganha vida com os membros do grupo dançando e cantando junto com a faixa e logo se juntam com Dasom. O vídeo incorpora o uso de efeitos em 2D e CG para criar a sensação de um jogo retro clássico.
O MV para "Rock Ur Body" foi dirigido pelo diretor veterano Hong Won Ki de Zanybros.

## Lista de faixas
| N.º            | Título                        | Letras                     | Música                          | Duração |  |
| 1.             | "Rock Ur Body"                | Choi Kyu-sung, Ho Yang Lee | Shinsadong Tiger, Choi Kyu-sung | 3:42    |  |
| 2.             | "아픈데 좋아 (UUUUU)"         | Ravi, Kim Ji-hyang         | Kim Du-heon                     | 3:49    |  |
| 3.             | "Rock Ur Body" (Instrumental) |                            | Shinsadong Tiger, Choi Kyu-sung | 3:42    |  |
| Duração total: | Duração total:                | Duração total:             | Duração total:                  | 11:14   |  |

## Créditos
- VIXX - Vocais
  - Cha Hakyeon (N) - vocais de liderança, vocais de fundo
  - Jung Taekwoon (Leo) - principais vocais, vocais de fundo
  - Lee Jaehwan (Ken) - principais vocais, vocais de fundo
  - Kim Wonsik (Ravi) - rap
  - Lee Hongbin - vocais
  - Han Sanghyuk - vocais
- Shinsadong Tiger - produção, música
- Choi Kyu-sung - composição, produção, música
- Ho Yang Lee - produção, música

## Desempenho nas paradas
| País          | Gráfico                      | Melhores posições |
| ------------- | ---------------------------- | ----------------- |
| Coreia do Sul | Gaon Singles Chart           | 118               |
| Coreia do Sul | Gaon Streaming Singles chart | 138               |
| Coreia do Sul | Gaon Download Singles chart  | 107               |
| Coreia do Sul | Gaon Monthly Singles chart   | 200               |

## Histórico de lançamento
| País          | Data                 | Formato              | Gravadora               |
| ------------- | -------------------- | -------------------- | ----------------------- |
| Mundialmente  | 14 de agosto de 2012 | CD, Download digital | Jellyfish Entertainment |
| Coreia do Sul | 14 de agosto de 2012 | CD, Download digital | Jellyfish Entertainment |